# Carl Neuhaus
Carl Neuhaus, auch Karl Neuhaus (* 9. September 1881 in Witzenhausen, Provinz Hessen-Nassau; † 1929 in Düsseldorf), war ein deutscher Bildhauer.

## Leben
Neuhaus war der älteste Sohn des Historien- und Genremalers Fritz Neuhaus und dessen Ehefrau Bertha Amalie Georgine Zilcher aus Witzenhausen, der Tochter des Metropolitans Carl Alexander Wilhelm Zilcher (* 1810). Sein jüngerer Bruder war der Maler Fritz Berthold Neuhaus.
Carl Neuhaus erhielt eine Ausbildung in der Bildhauerkunst. 1909 weilte er als Stipendiat der Preußischen Akademie der Künste in der Villa Strohl-Fern in Rom. Als niedergelassener Kunstbildhauer lebte er im Haus seines Vaters, in der Rosenstraße 52 in Düsseldorf-Pempelfort, und schuf zahlreiche Statuetten im Stil des Art déco.
Vor dem Ersten Weltkrieg entwarf er ein Skulpturenprogramm für das Knaben-Realgymnasium in Bredeney. Erhalten ist auch ein Figurenpaar, das er in den 1920er Jahren für das Fernsprechamt an der Königsallee in Düsseldorf geschaffen hatte und das um das Jahr 2000 in die Fassade des Sevens Centers integriert wurde:

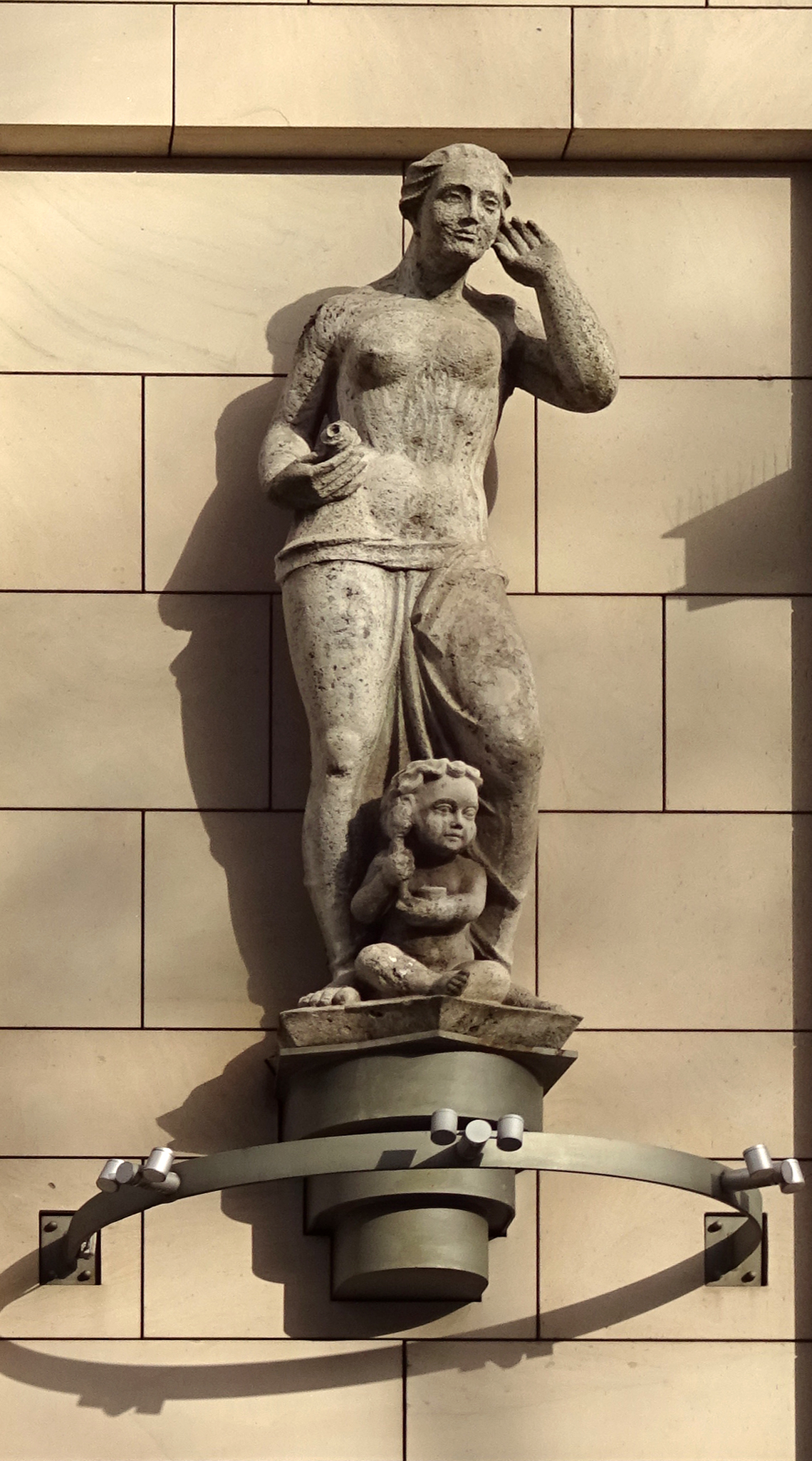
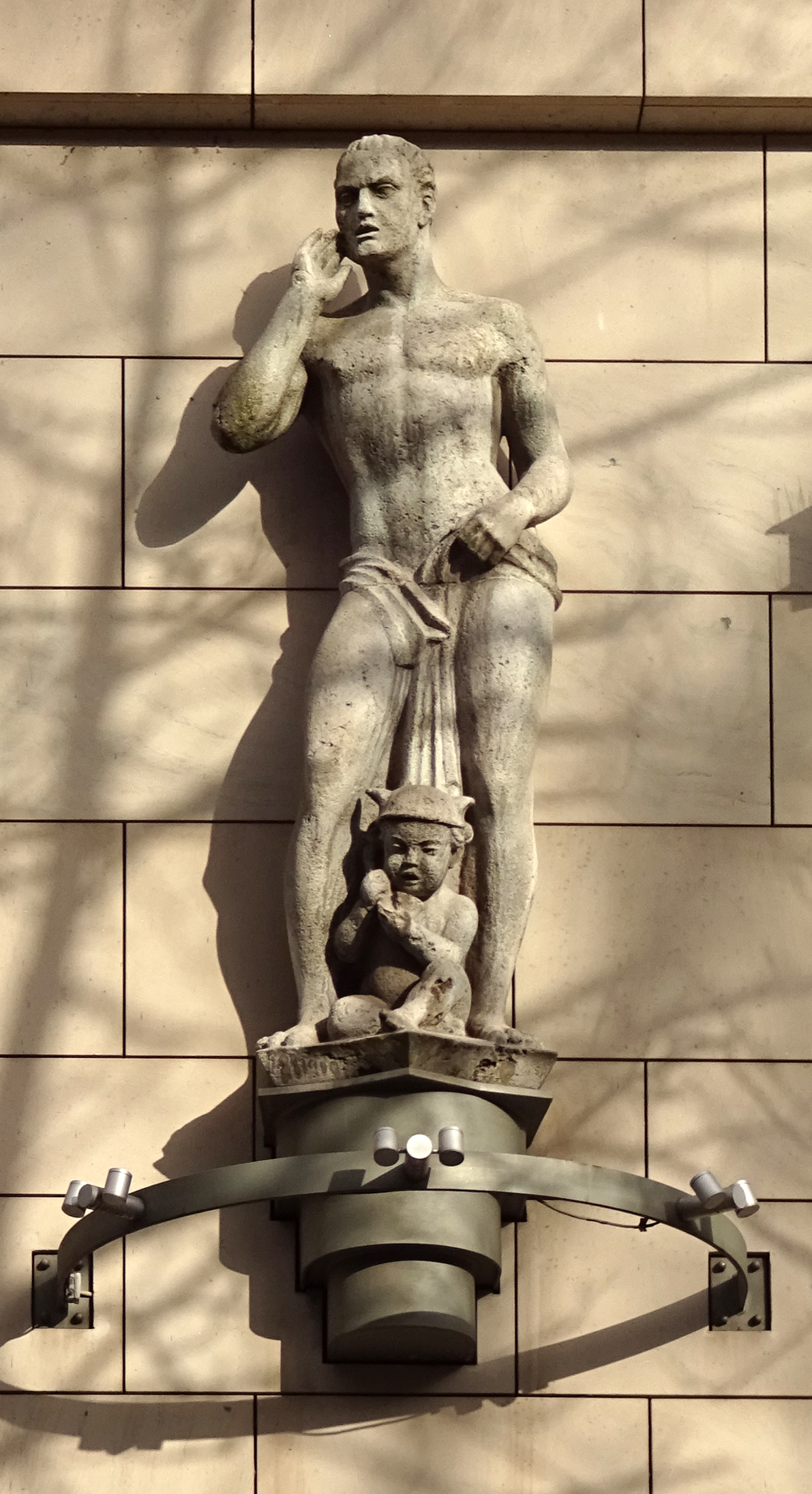